# Première Nation de McDowell Lake
La Première Nation de McDowell Lake (Misi-zhaaga'iganiing en oji-cree) est une bande indienne de la Première Nation oji-cree du Nord de l'Ontario au Canada. Elle possède une réserve, McDowell Lake, d'une superficie de 2 km2 située dans le district de Kenora à 155 km au nord-est de Red Lake. En décembre 2007, elle avait une population totale enregistrée de 57 membres. Elle fait partie du Conseil Keewaytinook Okimakanak et de la Nishnawbe Aski Nation.